# コロボリーヒキガエルモドキ
コロボリーヒキガエルモドキ（Pseudophryne corroboree）は、カメガエル科に分類されるカエル。

## 分布
オーストラリア（ニューサウスウェールズ州南東部のオーストラリアアルプス山脈周辺）固有種。

## 形態
体長オス2.6-2.8センチメートル、メス2.6-3センチメートル。背面の皮膚にはあまり発達しない筋状の盛り上がりが融合した稜線状の隆起がある個体が多い。体色は黄色や黄緑色で、不規則に黒い縦縞が入る。
四肢は太くて短い。指趾の間に水かきはなく、先端に吸盤もない。

## 生態
標高1,300-1,760メートルにある森林、草原に生息する。地表棲。夜行性で、昼間は倒木や石の下で休む。
食性は動物食で、昆虫（アリ、シロアリ）などを食べる。
繁殖形態は卵生。11-翌1月に湿原内のミズゴケや草のある場所にオスが水で満たされた深い穴を掘り、鳴き声をあげてメスを呼ぶ。コロボリーはアボリジニの言語で「騒がしい集団」を指す。1-3月に1回に10-38個の卵を産む。卵は6-8か月で孵化し、オスは産卵後2-4週間は穴の中で卵を保護する。卵から孵化した幼生は休眠し、降雨で増水すると水中へ移動する。生後3年で性成熟する。

## 人間との関係
長期的な旱魃により生息数が激減したと考えられている。1980-1999年にかけて個体群の85%が消失した。1997年から3地域で発見された卵塊を半分に分け、そのうち片方を人工飼育下で保護する試みが進められている。